# Шмидт, Николай Генрихович
Николай Генрихович Шмидт (19 мая 1909, Одесса — 6 июля 1982, Москва) — советский геолог, геохимик, геофизик, специалист по поискам и прогнозной оценке глубоко залегающих месторождений скарново-магнетитовой формации, лауреат Ленинской премии (1959).

## Биография
Окончил физический факультет Ленинградского государственного университета (1936). Преподавал там же, затем в Средне-Азиатском государственном университете (сегодня — Национальный университет Узбекистана).
После начала войны как немец направлен в трудовой лагерь в Молотовскую область.
В 1942—1947 работал экономистом и инженером по строительству дорог.
Бежал из лагеря, купил в Ленинграде паспорт (за 2 тысячи рублей), приехал в Москву и был принят на работу в Курскую геофизическую экспедицию (в 1948—1958 инженер-геофизик, начальник партии, главный инженер экспедиции союзного центрального геофизического треста в г. Обоянь).
В 1958—1963 главный геофизик управления геофизических работ в Главгеологии РСФСР.
В 1963—1982 старший научный сотрудник, руководитель группы в отделе железа Всесоюзного института минерального сырья.
Инициатор применения комплексных геолого-геофизических методов прогноза, поисков и оценки глубокозалегающих месторождений железных руд.
Доктор геолого-минералогических наук (1967), профессор.
Ленинская премия 1959 года — за открытие и разведку богатых железорудных месторождений Белгородского района КМА.
Похоронен в Москве на Перовском кладбище.

## Основные публикации
- Геофизические методы поисков и разведки железорудных месторождений. М., 1961 (в соавторстве с З. А. Крутиховской);
- Применение электронно-вычислительной техники при обработке геофизических данных. М., 1966;
- Поиски и прогнозная оценка глубокозалегающих месторождений скарново-магнетитовой формации. М., 1981;
- Методические указания по комплексированию геологических и геофизических методов на стадиях поисков и разведки месторождений скарново-магнетитовых руд. М., 1983.